# Libertas (god)

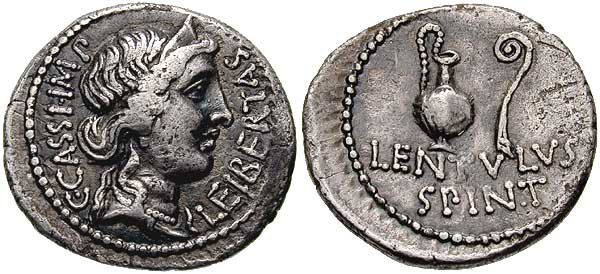
Portret van Libertas op een munt uit 42 v.Chr.

Libertas is het Latijnse woord voor vrijheid. In de Romeinse godenwereld is Libertas de goddelijke personificatie van de vrijheid. Deze Romeinse godin had een tempel op een van de heuvels van Rome, de Aventijnse heuvel. Libertas is de beschermster van individuen en van de Romeinse staat. Ze wordt afgebeeld met een muts van vilt, een pileus. Zo’n pileus werd vroeger gedragen door vrijgelaten slaven. Naast de muts draagt ze ook een laurierkrans en een lans.

## Moderne symboliek
Libertas heeft, net als andere Romeinse goden, gediend als inspiratie voor moderne symboliek. De bekendste moderne verschijningen van Libertas zijn wellicht het Vrijheidsbeeld op Liberty Island in de Verenigde Staten of de Franse Marianne. Volgens de National Park Service is het Romeinse gewaad van het beeld de belangrijkste verwijzing naar de godin Libertas.
Doorheen de geschiedenis waren er overheden die munten uitgaven met daarop de naam of afbeelding van Libertas. Libertas werd afgebeeld op Galba's 'Vrijheid-voor-het-volk-munten', tijdens zijn korte bewind na de dood van Nero. In North Carolina waren twee private banken met Libertas op hun bankbiljetten. Libertas staat ook op de munten van 5, 10 en 20 Zwitserse rappen.
Libertas is ook het motto van Dubrovnik en, voorheen, de Republiek Ragusa.